# دورهولتس
دورهولتس (به آلمانی: Dürrholz) یک شهر در آلمان است که در Neuwied واقع شده‌است. دورهولتس ۱٬۲۹۸ نفر جمعیت دارد.